# Gynacantha dohrni
Gynacantha dohrni är en trollsländeart som beskrevs av Krüger 1899. Gynacantha dohrni ingår i släktet Gynacantha och familjen mosaiktrollsländor. Inga underarter finns listade i Catalogue of Life.